# Лбищенский рейд
Лбищенский рейд — успешная операция войск Уральской армии против штаба 25-й стрелковой дивизии Туркестанского фронта РККА. Осуществлена в сентябре 1919 года и завершилась полным уничтожением сил штаба дивизии в Лбищенске и гибелью начдива В. И. Чапаева.

## Военно-стратегическая обстановка накануне операции
В июле с Восточного фронта против Уральской армии были переброшены крупные подкрепления, ядром которых была хорошо вооружённая и укомплектованная 25-я стрелковая дивизия под командованием Чапаева, в результате чего красные войска получили большое преимущество над уральцами в численности и вооружении. Пользуясь им, красные деблокировали Уральск, вынудив Уральскую армию начать отступление на юг.
В августе 1919 года за земли Уральского казачьего войска шли упорные и тяжёлые бои, поскольку обе стороны — и белые, и красные — осознавали важность Уральского фронта, через территорию которого  было возможно произвести соединение частей Восточного фронта под непосредственным командованием адмирала А. В. Колчака и Главнокомандующего ВСЮР генерала А. И. Деникина. Кроме того, данный участок фронта имел значение и со стратегической точки зрения как территория, богатая нефтью и зерном.
Большевики вели наступательные действия, используя подавляющее превосходство в численности войск и в вооружении, а уральские казаки, отчаянно сопротивляясь, отступали под натиском 4-й и 11-й красных армий. К концу августа уральские казаки оказались оттеснены в малоплодородные низовья реки Урал к югу от станицы Сахарной, захваченной большевиками. У казаков заканчивались боеприпасы, бескормица грозила оставить их без лошадей, еще больше ситуацию усугубила свирепствовавшая в армии эпидемия тифа, каждый день уносившая десятки жизней. В результате всего этого казачья армия находилась на грани уничтожения в то самое время, когда большая часть войсковых территорий контролировалась красными. В этой тяжелейшей для себя ситуации уральцы начали искать способ перехватить инициативу и остановить наступающего противника.

## Планирование операции
На фронте наступило небольшое затишье и в конце августа 1919 года в посёлке Калёном было созвано совещание высшего командного состава Уральской армии. Командирам казаков было ясно, что отдохнув и перегруппировав силы, красные продолжат наступление, отразить которое казакам будет крайне трудно из-за подавляющего превосходства противника в численности и вооружении. Поэтому казакам было необходимо самим попытаться перехватить инициативу, нанеся упреждающий удар.
Старые казачьи командиры во главе с генералом Н.Г. Тетруевым выступили за проведение обычной наступательной операции, предложив объединить конные части уральцев из 3 тыс. шашек в 3 лавы и атаковать захваченную красными хорошо укрепленную станицу Сахарную с 15 тыс. человек пехоты, большим числом пулеметов и орудий. Подобная атака многократно превосходящих сил противника через ровную, как стол, степь была бы явным самоубийством. Поэтому казаки план «стариков» отвергли и приняли план дерзкой и рискованной операции, предложенный «молодежью», хотя «старики» назвали его «авантюрой».
Этот план, разработанный полковником Сладковым Т.И. после совета с офицерами, состоял в нанесении внезапного удара по штабу всей группы красных, находящемуся в Лбищенске, при использовании глубокого обходного манёвра вглубь захваченной противником территории. Сладков ранее принимал участие в освобождении Лбищенска, 17 апреля 1919 года, при этом были разгромлены части 22-й стрелковой дивизии красных. Этот опыт лёг в основу плана операции и был одобрен командиром 1-го Уральского казачьего корпуса генштаба полковником  М.И. Изергиным. Из состава Уральской отдельной армии был выделен относительно небольшой по численности, но хорошо вооружённый отряд из лучших бойцов на самых выносливых конях, которому ставилось в задачу совершить глубокий рейд по тылам врага. Этот сводный отряд должен был тайно пройти расположение красных войск, не вступая с ними в бой, и проникнуть к ним глубоко в тыл, подойти к Лбищенской станице, занятой красными, внезапным ударом взять её и отсечь красные войска от баз, вынудив их к отходу.
В это время казачьи разъезды захватили двух ординарцев красных с секретными документами. Из них казаки узнали, что в Лбищенске находится штаб дивизии Чапаева, являвшийся одновременно и штабом всей войсковой группы Туркестанского фронта, крупные склады оружия и боеприпасов на две стрелковые дивизии, а также ими была установлена численность красных войск.
Так как Лбищенск охранялся силами красных до 3000 штыков и шашек при большом количестве пулемётов, а днём в районе станицы патрулировали два аэроплана красных, задача отряда была весьма трудной. Для выполнения операции казакам надо было пройти около 150 километров по голой степи, причём только ночью, так как дневное передвижение не могло бы остаться незамеченным красными лётчиками, иначе вся операция теряла смысл, ввиду того, что её успех целиком зависел от внезапности.

## Состав сводного отряда
Основу направляемого в рейд отряда составили части 2-й Уральской казачьей дивизии Сладкова Тимофея Ипполитовича: Лбищенский конный полк полковника Лифанова Н.А, 1-й Партизанский полк полковника Абрамова Н.М., 2-й Партизанский полк полковника Горшкова В.Г. Из прибывшей со Сломихинского фронта на усиление 6-й Уральской казачьей дивизии, под командованием полковника Бородина Николая Николаевича были выделены: 1-й Новоузенский партизанский полк подпоручика Позднякова Ф.Ф., 3-й Чижинский партизанский полк войскового старшины Хохлачева С.Д., Отряд степных партизан прапорщика Коржева И.И., 2 батареи (2 орудия, 2 бомбомёта) есаула Юдина А.М. Пулемётная команда подхорунжего Шайшникова С.П. (9 пулеметов) и небольшой обоз с боеприпасами и провиантом.
Командовать отрядом  назначен полковник Сладков Т.И. его заместителем (начальником штаба) полковник Бородин Н.Н.

## Переход Калёный — Лбищенск
31 августа с наступлением сумерек отряд казаков выдвинулся из посёлка Калёного в степь в западном направлении. Двигались казаки с соблюдением всех возможных мер секретности: запрещалось жечь костры, курить, громко разговаривать. Для сохранения операции в секрете от красных спецотряд на большой скорости всю ночь уходил всё дальше и дальше в степь. После небольшого дневного перекура белый отряд изменил направление движения, уже двигаясь по Кушумской низине, и пошёл вверх вдоль устья реки Урала. Поход был весьма тяжёл, например, 1 сентября казакам пришлось провести весь день под палящим солнцем в степи в низине, так как выход из неё хорошо просматривался красными лётчиками. Начальнику отряда в один из моментов, когда аэропланы пролетали вблизи, пришлось распорядиться отогнать лошадей в камыши, тачанки и орудия быстро забросать травой, а личному составу лечь рядом и ожидать улёта красных. С наступлением темноты казаки форсированным маршем удалились от опасного места, подойдя на 3-й день пути к цели своего похода — Лбищенску на расстояние 12 вёрст и перейдя дорогу Лбищенск — Сламихинская.
Близ станицы белые расположились во впадине, выслав по всем направлениям разъезды для захвата красных «языков», которые, будучи захваченными разведкой белых вместе с обозом, показали, что Чапаев находится в Лбищенске. Один из красноармейцев ради спасения своей жизни даже вызвался показать дом, где квартировал красный командующий, что сыграло свою роль в планировании его захвата. Следующий день был дан казакам на отдых для того, чтобы они привели себя в порядок перед началом боевой части операции после трудного перехода. Одновременно в направлении Лбищенска были направлены усиленные разъезды, которые прекрасно справились с поставленной им задачей никого не пустить в город и не выпустить из него: все пытавшиеся попасть в Лбищенск или покинуть его были захвачены белыми заставами.
Несмотря на все меры предосторожности, предпринятые белыми разведчиками, красноармейцы заметили чужие конные разъезды и донесли своему начальству. Однако Чапаев и комиссар дивизии Батурин не поверили их предупреждениям и посмеялись над ними, найдя невероятной возможность столь дерзкого рейда со стороны отступающих к Каспийскому морю белых войск. Даже когда Чапаев получил известие о захвате обоза, он не придал этому сообщению должного значения. Отправленные же на разведку 4 сентября разъезды красных и 2 аэроплана ничего подозрительного обнаружить не смогли, так как никто и не подумал искать белый спецотряд непосредственно под самим Лбищенском, где располагался штаб группировки красных войск.

## Планирование атаки на Лбищенск
При планировании атаки на центр группировки красных ставилась задача Чапаева взять живым. Чапаев был злейшим врагом Уральского казачества и дважды умудрялся ускользать из рук казаков: в октябре 1918 года и апреле 1919 года. Задача захвата Чапаева считалась казаками настолько важной, что для этого был специально выделен взвод подхорунжего Белоножкина: его бойцы  должны были атаковать населённый пункт в первой цепи, а затем, вместе с вызвавшимся показать квартиру Чапаева красноармейцем броситься туда и схватить красного комдива.
Непосредственно перед атакой полковник Сладков особо наказал бойцам не увлекаться сбором трофеев и не разбредаться — во избежание срыва важной операции; а также объяснил важность ликвидации Чапаева, который на этот, уже третий раз, не должен был уйти от возмездия казаков.
Согласно плану, солдаты Познякова должны были атаковать центр станицы, которая находилась вдоль Урала, большая часть казаков должна была действовать на флангах, а 300 казаков — оставаться в резерве.
Перед атакой казаки получили гранаты, а сотенные командиры получили приказания при занятии окраины города собрать сотни повзводно, каждому взводу поручив очистку одной из сторон улицы, имея при себе небольшой резерв на случай контратаки красных.

## Взятие Лбищенска
5 сентября в 3 часа утра цепи белых двинулись к городу. Разведчиками без шума были сняты красные караулы. После того как была занята окраина, казачий отряд начал входить на улицы Лбищенска. Однако находившийся на мельнице красный караул заметил белые цепи и, прежде чем разбежаться, сделал винтовочный выстрел в воздух.
Участник боя есаул Фаддеев так описывал события: «двор за двором, дом за домом „очищали“ взводы, сдававшихся мирно отправляли в резерв. Сопротивляющихся ожидала участь быть разорванным бомбой или разрубленным шашкой». В окна домов, откуда по белогвардейцам красные пытались открывать огонь, сразу же летели гранаты, однако большинство застигнутых врасплох красных сдавались в плен, не оказав сопротивления.
По другим свидетельствам белых, пленных красноармейцев было настолько много, что сперва 2-й Партизанский полк стал их расстреливать, опасаясь оставлять у себя в тылу 2 тыс. красноармейцев, но позже белые всё же приостановили расстрелы и стали сгонять красноармейцев в одну большую толпу.

В одном из домов были захвачены 6 большевистских комиссаров. Участник боя Погодаев так описал их захват: 
…У одного прыгает челюсть. Они бледны. Спокойнее держат себя двое русских. Но и у них застыла обреченность в глазах. Они с испугом смотрят на Бородина. Их дрожащие руки тянутся к козырькам. Отдают честь. Это получается нелепо. На фуражках — красные звезды с серпом и молотом, на шинелях нет погон.
Бойцы белого спецотряда охватили станицу, и постепенно сходились к её центру. Среди большевистского гарнизона Лбищенска началась паника. Кое-где всё же красные смогли сгруппироваться и после коротких стычек с солдатами и казаками отходили к Уралу.

## Гибель Чапаева
С помощью пленённого казаками накануне штурма станицы красноармейца специальный взвод, выделенный для поимки Чапаева, прорвался к его штабу. Однако командир белого взвода Белоножкин не оцепил штаб красных, а повёл своих бойцов во двор дома, где был обнаружен осёдланный конь, которого кто-то изнутри дома держал за повод через прикрытую дверь. Когда на приказ Белоножкина находящимся внутри выходить и сдаваться не последовало ответа, в слуховое окно дома был произведён выстрел, напугавший коня, который выволок из дверей дома державшего его личного ординарца Чапаева Петра Исаева. Думая, что это и есть Чапаев, весь взвод ринулся к нему, чем воспользовался настоящий Чапаев, сбежавший в этот момент из дома, но получивший-таки от Белоножкина в этот момент ранение в руку.
По рассказам пленных красноармейцев, Чапаеву удалось остановить в панике бегущих к Уралу красных, собрав вокруг себя сотню бойцов с пулемётами, которых он повёл в контратаку на взвод Белоножкина, у которого не было пулемётов, и которому поэтому пришлось оставить штаб сотне чапаевцев. Последние сразу же засели в штабе и заняли оборону. В этом бою, «по дальнейшим показаниям, …Чапаев, ведя на нас группу красноармейцев, был ранен в живот. Ранение оказалось тяжёлым настолько, что он не мог после этого уже руководить боем и был на досках переправлен через Урал… он [Чапаев] уже на азиатской стороне р. Урал скончался от раны в живот».
Заняв берег реки, казаки уже не встречали сопротивления: ловили и рубили в панике метавшихся красных.
Группа красноармейцев, засев за стенами штаба, задерживала наступление казаков и пыталась прикрыть переправу раненого Чапаева на снятых воротах, превращённых в плот, на другой берег Урала. Казачий сотник В. Новиков, наблюдавший за Уралом, свидетельствовал также, что лично видел, как напротив центра Лбищенска перед самым концом боя красные кого-то переправили через реку.
Поэтому несостоятельной является версия, которая была официально принята и декларировалась в советской историографии о том, что якобы обороной штаба руководил Чапаев. Обороной красных руководил, прикрывая переправу Чапаева, бывший царский офицер Ночков, начальник штаба красной 25-й дивизии. Основные силы белых к этому моменту ещё к центру Лбищенска не подошли, и Чапаева упустили.

## Взятие штаба красных и окончание разгрома красных

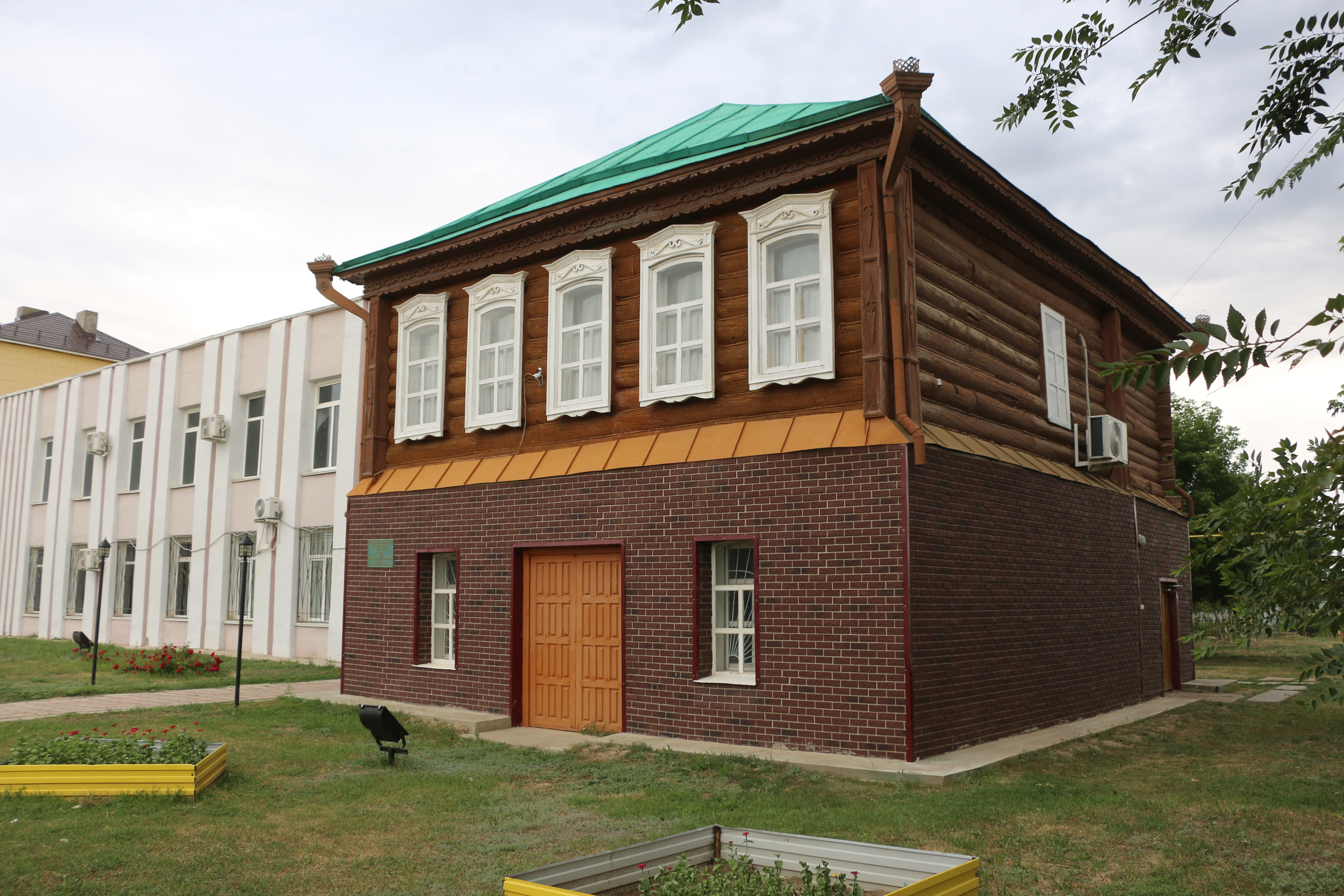
Здание, в котором располагался штаб дивизии, сейчас Акжаикский историко-краеведческий музей.

Отряд Ночкова, засевший в штабе, жестоким огнём парализовывал все попытки белых занять центр станицы. Дом был расположен таким образом, что из него простреливались все подходы к центру Лбищенска. После нескольких неудачных атак казаки и солдаты стали накапливаться за стенами соседних домов. Большевики предприняли несколько контратак. В это время часть коммунистов и солдат красной конвойной команды во главе с комиссаром Батуриным с пулемётом заняла партком на окраине станицы, отбивая попытки белых охватить штаб Чапаева с другой стороны. Видя заминку у штаба, казаки-пулеметчики хорунжего Сафарова решили рискнуть и выскочили на тачанке на расстояние 50 шагов к штабу, надеясь при помощи пулемёта подавить сопротивление красных, но сами погибли под ураганным огнём оборонявшихся. Полковник Н. Н. Бородин, намереваясь спасти раненого солдата, последнего уцелевшего из бойцов в тачанке, лично повёл на подмогу находящемуся под огнём в тачанке группу казаков, но сам упал сражённый пулей красноармейца.
Полковник Сладков приказал пулемётному спецвзводу взять дом, где засел Батурин, и затем овладеть штабом большевиков. Часть казаков отвлекала красных, ведя с ними перестрелку, а другие, взяв два ручных пулемёта «Льюис», залезли на крышу соседнего, более высокого дома, и превратили крышу дома с красными в решето, перебив большую часть оборонявшихся. Сопротивление парткома было сломлено.
В этот момент казаки подтянули свою артиллерийскую батарею и ввели её в бой. Орудийного обстрела  красные уже не выдержали и бежали к Уралу, оставив штаб без прикрытия. Во время последовавшего штурма штаба белыми красноармейцы бросили раненого Ночкова, он отполз под лавку, где его нашли и убили казаки.
Красные, успевшие бежать, бросаясь с обрыва, плыли через Урал. Из них почти никто не уцелел, их казаки расстреливали уже плывущих в реке: «Урал окрасился кровью. Раненые, выбиваясь из последних сил, все же плыли, но, настигнутые другой пулей, шли ко дну».

## Трофеи
Трофеи, взятые в Лбищенске белыми, оказались огромными. Было захвачено амуниции, продовольствия, снаряжения на 2 дивизии, радиостанция, пулемёты, кинематографические аппараты, 4 аэроплана. В тот же день к этим четырём прибавился ещё один: около 11 часов утра 5 сентября на аэродром в Лбищенске сел советский аэроплан и был захвачен казаками. Были и другие трофеи. Полковник Изергин рассказывает о них так: «В Лбищенске штаб Чапаева располагался не без удобств и приятного препровождения времени: в числе пленных — или трофеев — оказалось большое число машинисток и стенографисток. Очевидно, в красных штабах много пишут…».

## Последствия
О результатах операции в телеграмме временного командующего Уральской отдельной армией (он же командующий Урало-Астраханского корпуса Уральской отдельной армии) Генерального штаба генерал-майора Н. Г. Тетруева сообщается следующее:
… нашими доблестными частями заняты город Лбищенск и поселок Кожехаров. Захвачено до 900 пленных, 4 исправных аэроплана, радиостанция, 3 грузовика и другая военная добыча.
В результате Лбищенского боя гарнизон красных (до 3000 штыков и сабель) был практически полностью уничтожен — в самом Лбищенске насчитали 1500 тел убитых, остальные утонули в реке Урал или были зарублены в степи. Было взято в плен около 800-900 красноармейцев, которых казаки всех расстреляли после боя. Общие потери белых во время этой операции составили 118 человек — 24 убитых (в том числе Бородин Н. Н.) и 94 раненых.
Получив известие о захвате противником главной тыловой базы и уничтожении штаба Чапаева, советские войска в п. Мергеневе и Сахарном оказались отрезанными от основных сил и, несмотря на имеющееся у них превосходство в силах, начали отступать. Казаки же, не получив такого известия, не организовали преследование противника и тем самым упустили удобный случай разгромить его на отходе.
Хотя уральские казаки в ходе искусно проведенной операции достигли полного успеха в уничтожении крупного гарнизона красных в Лбищенске, включая командование 25-й дивизии красных, значение Лбищенского рейда оказалось ограниченным, поскольку уральцы не смогли переломить ход военных действий в свою пользу из-за подавляющего превосходства противника.
После гибели Чапаева командование дивизией принял И.С.Кутяков, и под его командованием дивизия в составе Туркестанского фронта участвовала в разгроме войск Уральского казачьего войска, взятии Лбищенска и Гурьева.
К середине сентября 1919 года после Актюбинской операции обстановка на восточном фронте гражданской войны изменилась в пользу красных, разгромивших силы колчаковской Южной армии, которая начали непрерывно отступать. В результате Уральская армия генерала В. С. Толстова и взаимодействующие с ней войска Западного отделения Алаш-орды оказались отрезаны войсками Туркестанского фронта от главных сил войск Колчака. В ходе последовавшей Уральско-Гурьевской операции Красной армии казаки были полностью разгромлены. Войска Красной армии  в ноябре 1919 — январе 1920 заняли  всю Уральскую область и Эмбинский нефтеносный район, Уральское казачье войско было ликвидировано.

## Отражение в культуре
Лбищенский рейд белоказаков отражен в романе «Чапаев» — роман Дмитрия Фурманова 1923 года, а также в снятом в 1934 году братьями Васильевыми одноименном  художественном фильме. Хотя фильм был поставлен по роману Фурманова и прошедшим тщательную цензуру воспоминаниям красноармейцев-чапаевцев, в финальной его части, посвященной гибели Чапаева, содержится важное несоответствие реальным событиям — в фильме показано использование казаками в бою в Лбищенске пулеметного броневика Остин-Путиловец, которого в действительности у них не было.

## Комментарии
1. ↑  Были взяты в плен более 1000 человек и захвачены трофеи: 10 орудий, 28 пулеметов, более 3-х тысяч снарядов, около 1000 винтовок, 300 000 патронов, большие запасы военного снаряжения и продовольствия[источник не указан 612 дней].